# ۲۵۵ (میلادی)
۲۵۵ (میلادی) دویست و پنجاه و پنجمین سال تقویم میلادی است.

## درگذشتگان
‎